# Гостенєво
Гостенєво (рос. Гостенево) — присілок в Старицькому районі Тверської області Російської Федерації.
Населення становить 212 осіб. Входить до складу муніципального утворення Ємельяновське сільське поселення.

## Історія
Від 2005 року входить до складу муніципального утворення Ємельяновське сільське поселення. Раніше населений пункт належав до Гостеневського сільського округу.

## Населення
| 1997 | 2008 | 2010 |
| ---- | ---- | ---- |
| 258  | ↘245 | ↘212 |